# عزلة الرشدة (البيضاء)

تعديل مصدري - تعديل

عزلة الرشدة هي إحدى عزل مديرية الملاجم في محافظة البيضاء اليمنية ويبلغ تعداد سكانها 5244 نسمة حسب التعداد السكاني في اليمن لعام 2004.